# Aleksandr Tringam
Aleksandr Aleksandrowicz Tringam, ros. Александр Александрович Трингам (ur. ?, zm. 5 lutego 1980 w Hiszpanii) – rosyjski wojskowy (sztabsrotmistrz), żołnierz rosyjskiego oddziału wojskowego w składzie batalionu Tercio "Donna Maria de Molina" podczas wojny domowej w Hiszpanii, żołnierz Błękitnej Dywizji podczas II wojny światowej
Uczestniczył w I wojnie światowej. Po jej zakończeniu przystąpił do wojsk Białych, dochodząc do stopnia sztabsrotmistrza. Służył w Drozdowskim Dywizjonie Konnym. W listopadzie 1920 r. wraz z innymi żołnierzami został ewakuowany z Krymu do Gallipoli. Na emigracji zamieszkał we Francji. Działał w organizacjach monarchistycznych. W II połowie 1936 r. przedostał się nielegalnie do Hiszpanii, gdzie w miasteczku Molina de Aragon wstąpił do nowo formowanego batalionu karlistów Tercio "Donna Maria de Molina". Służył w tzw. rosyjskim oddziale wojskowym. Został ranny. Po zakończeniu wojny na początku 1939 r., pracował w Madrycie w fabryce produkującej elektrody. Po ataku wojsk niemieckich na ZSRR 22 czerwca 1941 r., wstąpił do Błękitnej Dywizji, która walczyła na froncie wschodnim z Armią Czerwoną. Był zwykłym koniuchem. W okresie powojennym mieszkał w Hiszpanii.